# Scorpie
Scorpia este o ființă imaginară cu însușiri supranaturale, întruchipată de obicei ca un monstru feminin cu mai multe capete, care scoate flăcări pe nări și al cărui sânge are însușiri miraculoase.
„- Fii gata, stăpâne, că iată se apropie zgripțoroaica de Scorpie. 

Scorpia, cu o falcă în cer și cu alta în pământ și vărsând flăcări, se apropia ca vântul de iute; iară calul se urcă repede ca săgeata până cam deasupra și se lăsă asupra ei cam pe deoparte. Făt-Frumos o săgetă și îi zbură un cap... ”— Tinerețe fără bătrânețe și viață fără de moarte,  basm popular